# Abdelkarim Baadi
Abdelkarim Baadi (Agadir, 14 april 1996) is een Marokkaans voetballer, die doorgaans als linksback speelt. Hij speelt voor Hassania Agadir en maakte in 2019 zijn debuut voor Marokko.

## Clubcarrière
Baadi speelt sinds zijn jeugd voor Hassania Agadir. Hij maakte op 25 april 2015 tegen KAC Kénitra zijn debuut in de Botola Pro. Tegenwoordig (anno 2019) is hij vaste basisspeler bij zijn club.

## Clubstatistieken
| Seizoen     | Club            | Competitie  | Competitie | Competitie | Beker | Beker | Internationaal | Internationaal | Totaal | Totaal |
| Seizoen     | Club            | Competitie  | Wed.       | Dlp.       | Wed.  | Dlp.  | Wed.           | Dlp.           | Wed.   | Dlp.   |
| ----------- | --------------- | ----------- | ---------- | ---------- | ----- | ----- | -------------- | -------------- | ------ | ------ |
| 2014/15     | Hassania Agadir | Botola Pro  | 1          | 0          | 0     | 0     | -              | -              | 1      | 0      |
| 2017/18     | Hassania Agadir | Botola Pro  | 6          | 0          | 0     | 0     | -              | -              | 6      | 0      |
| 2018/19     | Hassania Agadir | Botola Pro  | 20         | 0          | 0     | 0     | 5              | 0              | 25     | 0      |
| 2019/20     | Hassania Agadir | Botola Pro  | 1          | 0          | 0     | 0     | 2              | 0              | 3      | 0      |
| Club totaal | Club totaal     | Club totaal | 28         | 0          | 0     | 0     | 7              | 0              | 35     | 0      |

## Interlandcarrière
Baadi maakte op 22 maart 2019 zijn debuut voor het Marokkaans voetbalelftal, in een Afrika Cup-kwalificatiewedstrijd tegen Malawi. Hij werd daarna opgeroepen door toenmalig bondscoach Herve Renard voor de Afrika Cup 2019 in Egypte. Hij speelde daarop geen wedstrijden.